# Ivan Nemet
Ivan Nemet (14 d'abril de 1943 - 16 de desembre de 2007) va ser un Gran Mestre d'escacs suís i croat nascut a Sèrbia. Va ser campió d'escacs croat el 1973, campió d'escacs iugoslau el 1979 i campió suís d'escacs el 1990.
Nemet va néixer a Sombor, Iugoslàvia (actualment part de Vojvodina, Sèrbia). Va esdevenir Mestre Internacional el 1976 i va obtenir el títol de Gran Mestre el 1978. Va guanyar el campionat d'escacs iugoslau el 1979. Es va traslladar a Suïssa a principis de la dècada de 1980, i allà va guanyar el Campionat d'escacs suís el 1990. Va morir el 16 de desembre de 2007 a causa d'un atac de cor.